# قرية حسيني (الفلاحية)
قرية حسيني (بالفارسية: حسینی) هي منطقة سكنية تقع في إيران في محافظة خوزستان. يقدر عدد سكانها بـ 397 نسمة بحسب إحصاء 2016.